# Belgrano (subte de Buenos Aires)
Belgrano es una estación de la línea E de la red de subterráneos de la Ciudad de Buenos Aires ubicada debajo de la Avenida Julio A. Roca y su intersección con la Avenida Belgrano y la calle Piedras, en el barrio de Monserrat.
Fue inaugurada el 24 de abril de 1966 junto con la prolongación de la línea E hasta Bolívar, en lo que supuso la clausura de las antiguas estaciones Constitución y San José.

## Decoración
Aunque originalmente la estación Belgrano, al igual que todas las que pertenecen al tramo llevó la línea E a Plaza de Mayo, no poseía ningún mural decorativo; posteriormente se colocaron en un espacio concebido para publicidades azulejos de colores celeste y blanco a semejanza de la bandera de la Argentina.
El 20 de febrero de 1985 el Instituto Nacional Belgraniano  instaló en el vestíbulo de la estación un busto en honor al prócer que le da nombre, Manuel Belgrano.
En 2015 la estación se intervino con diseños del artista Mariano Ferrante.

## Hitos urbanos
Se encuentran en las cercanías de esta:
- Plaza Joaquín Samuel de Anchorena
- Escuela Primaria Común N° 04 Cnel. Isidoro Suárez
- Instituto de Formación Técnica Superior N.º 9
- Escuela Primaria Común N.º 3 María Sanchez de Thompson
- Escuela Nacional de Museología
- Centro Educativo de Nivel Secundario N°66 Veteranos de Guerra de Malvinas
- Edificio SOMISA
- Superintendencia de Seguros de la Nación
- Dirección Nacional de Vialidad
  - Biblioteca de la Dirección Nacional de Vialidad
- Museo Participativo Minero
- El Bar Notable El Querandí

## Imágenes

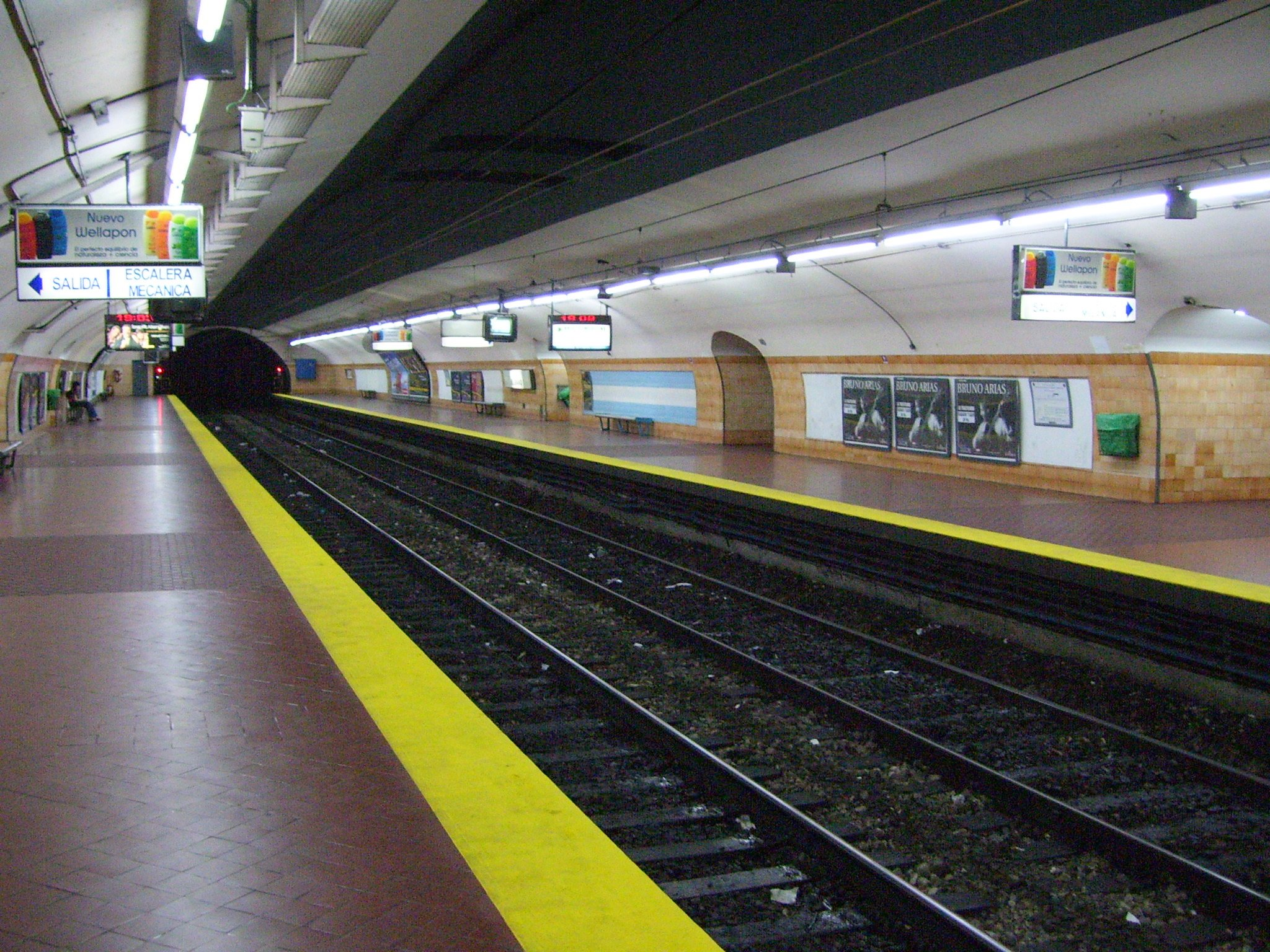
Vista desde el andén ascendente
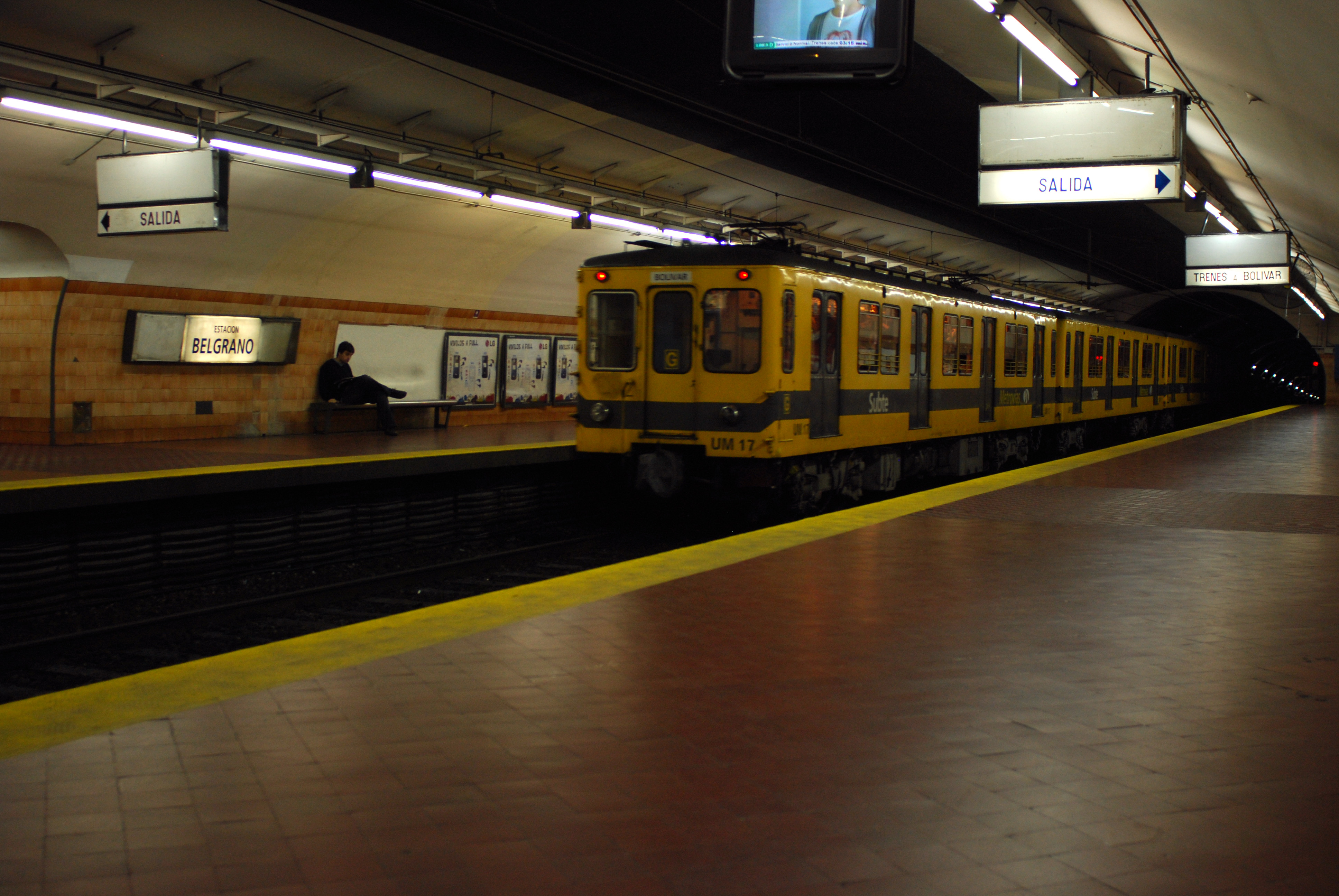
Tren saliendo de la estación
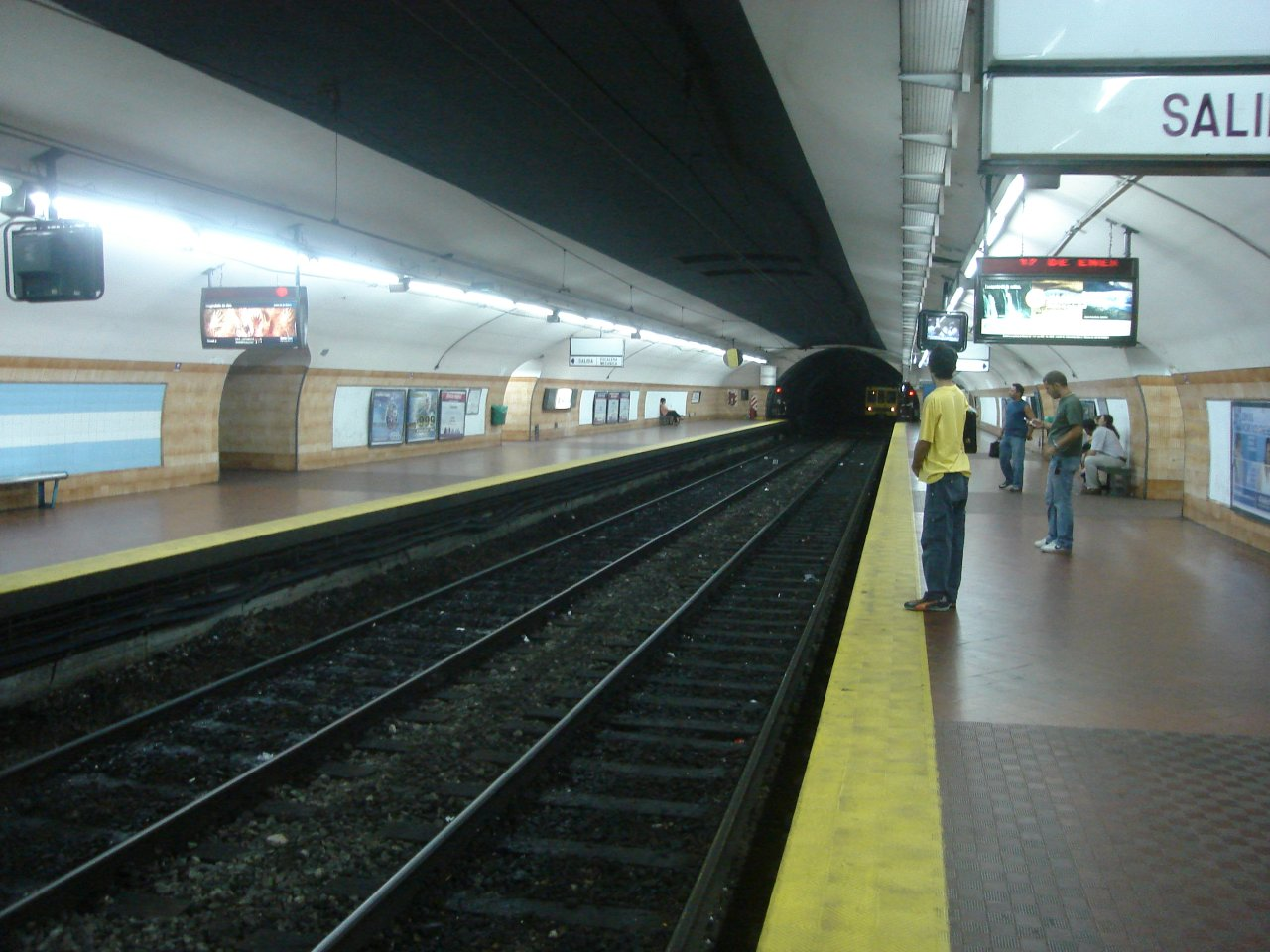
Tren hacia Plaza de los Virreyes llegando
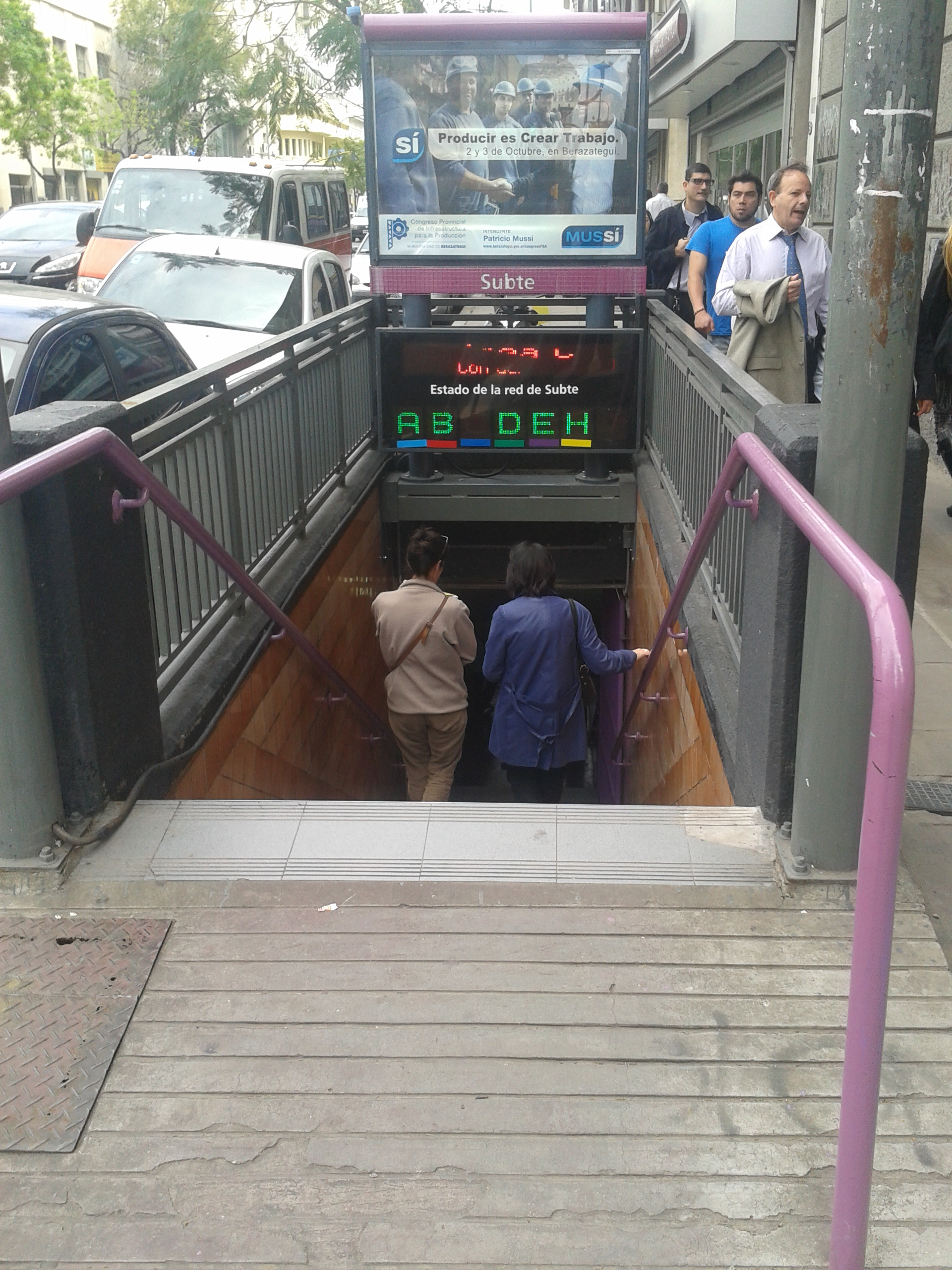
Acceso a la estación